# Альберто Горріс
Альберто Горріс (ісп. Alberto Górriz; нар. 16 лютого 1958, Ірун) — іспанський футболіст, що грав на позиції захисника за «Реал Сосьєдад», а також національну збірну Іспанії.
Дворазовий чемпіон Іспанії. Володар Суперкубка Іспанії з футболу. Володар Кубка Іспанії.

## Клубна кар'єра
Народився 16 лютого 1958 року в місті Ірун. Вихованець футбольної школи клубу «Реал Сосьєдад». У дорослому футболі дебютував 1977 року виступами за команду «Реал Сосьєдад Б», в якій провів два сезони, взявши участь у 60 матчах чемпіонату.
1978 року почав залучатися до «основи» клубу «Реал Сосьєдад», за який відіграв 15 сезонів. Більшість часу, проведеного у складі «Реал Сосьєдада», був основним гравцем захисту команди. 1981 року допоміг команді здобути перший в її історії титул чемпіона Іспанії, а наступного сезону захистити цей титул. Також ставав володарем Суперкубка Іспанії з футболу і національного кубка. Завершив професійну кар'єру футболіста виступами за команду «Реал Сосьєдад» у 1993 році.

## Виступи за збірні
1988 року дебютував в офіційних матчах у складі національної збірної Іспанії. Протягом кар'єри у національній команді, яка тривала 3 роки, провів у формі головної команди країни 12 матчів, забивши 1 гол.
У складі збірної був учасником чемпіонату світу 1990 року в Італії, де взяв участь у трьох іграх групового етапу. Єдиний гол протягом своєї кар'єри у збірній забив саме на цьому турнірі — став автором вирішального м'яча у грі проти бельгійців (2:1).

## Титули і досягнення
- Чемпіон Іспанії (2):

«Реал Сосьєдад»: 1980–1981, 1981–1982
- Володар Суперкубка Іспанії з футболу (1):

«Реал Сосьєдад»: 1982
- Володар Кубка Іспанії (1):

«Реал Сосьєдад»: 1986–1987